# Enetea apatellata
Genre
Espèce
Enetea apatellata, unique représentant du genre Enetea, est une espèce d'araignées aranéomorphes de la famille des Pholcidae.

## Distribution
Cette espèce est endémique du département de Beni en Bolivie. Elle se rencontre à El Trapiche.

## Description
Le mâle holotype mesure 1,19 mm.

## Publication originale
- Huber, 2000 : New World pholcid spiders (Araneae: Pholcidae): A revision at generic level.Bulletin of the American Museum of Natural History, no 254, p. 1-348 (texte intégral).